# Dreams (игра)
Dreams (в России издаётся под названием «Грёзы», а в странах Азии Dreams Universe) — это игра-песочница, разработанная Media Molecule и изданная Sony Interactive Entertainment для PlayStation 4, релиз состоялся 14 февраля 2020 года, общедоступная бета-версия игры выпущена в 2018 году. Игра ориентирована на тему «играй, создавай и делись», и позволяет игрокам создавать пользовательский контент. В апреле 2019 года, Media Molecule запустила Creator Early Access.

## Игровой процесс
В Dreams игроки управляют «чертёнком» (imp), который используется для взаимодействия с игровым миром (например, с курсором мыши), создания новых предметов и персонажей, а также для манипулирования объектами путём их захвата и перетягивания. Игроки могут перемещать чертёнка, используя для этого контроллер DualShock 4 или PlayStation Move. Imp изменяем, и игроки могут менять эмоции, рисуя на сенсорной панели контроллера. У чертёнка есть способность управлять персонажами непосредственно в их сне, позволяя игроку взять над ними контроль.
Уровни снов разделены различными сегментами, известными как «сны» и эти сны связаны различными воротами, такими, как двери. Игроки сталкиваются с различными головоломками в игре, которые должны быть решены с применением способностей чертёнка и одержимых им персонажей, а также предметов, полученных игроками во сне. Предметы, собранные игроками, могут использоваться для изменения состояния игрового мира.
Игроки могут создавать собственные уровни, используя основные и пользовательские объекты в игре. Также игроки могут поделиться своими уровнями в Интернете. В игре присутствует мультиплеер, позволяющий совместно создавать миры и управлять ими.

## Разработка
В 2012 году состоялась выставка Gamescom, на ней компания Media Molecule объявила, что работает над двумя различными играми, одна из которых — это игра Tearaway. О появлении игры Dreams объявили позже, на PlayStation Meeting 2013. На этом совещании Алекс Эванс показал демо-версию игры. Тизер игры вышел в июле 2014 года. Официальный анонс игры состоялся на пресс-конференции Sony Interactive Entertainment, прошедшей на выставке E3 2015 года. Бета-версию игры изначально планировали выпустить в 2016 году, но релиз перенесли на 2017, а затем на 2018 год. Выпуск полной версии игры перенесли с 2018 на 2019 год, а затем и на 2020 год. 16 апреля 2019 года игра оказалась в ограниченном раннем доступе .
1 сентября 2023 года Media Molecul прекратила поддержку Dreams, чтобы сфокусироваться на работе над новой игрой. Игра по-прежнему будет доступна, но больше не будет получать контентные апдейты.

## Отзывы прессы
| Сводный рейтинг       | Сводный рейтинг |
| Агрегатор             | Оценка          |
| --------------------- | --------------- |
| Metacritic            | 88/100          |
| OpenCritic            | 90/100          |
| Иноязычные издания    |                 |
| Издание               | Оценка          |
| Destructoid           | 9,5/10          |
| Famitsu               | 36/40           |
| GameSpot              | 9/10            |
| IGN                   | 9/10            |
| Русскоязычные издания |                 |
| Издание               | Оценка          |
| 3DNews                | 10/10           |
| «Канобу»              | 9/10            |
| Stopgame.ru           | «Изумительно»   |

Dreams получила в основном положительные отзывы прессы.

### Награды
| Год  | Награда                     | Категория                    | Результат | Примечания    |
| ---- | --------------------------- | ---------------------------- | --------- | ------------- |
| 2018 | Game Critics Awards         | Best Original Game           | Победа    | [ 27 ]        |
| 2018 | Game Critics Awards         | Best Console Game            | Номинация | [ 27 ]        |
| 2018 | Game Critics Awards         | Best Family/Social Game      | Номинация | [ 27 ]        |
| 2018 | 2018 Golden Joystick Awards | Most Wanted Game             | Номинация | [ 28 ]        |
| 2019 | Gamescom                    | Best Family Game             | Номинация | [ 29 ] [ 30 ] |
| 2019 | Gamescom                    | Most Original Game           | Победа    | [ 29 ] [ 30 ] |
| 2019 | Gamescom                    | Best PlayStation 4 Game      | Победа    | [ 29 ] [ 30 ] |
| 2019 | Gamescom                    | Best of Gamescom 2019        | Победа    | [ 29 ] [ 30 ] |
| 2019 | 2019 Golden Joystick Awards | PlayStation Game of the Year | Номинация | [ 31 ]        |
| 2020 | NAVGTR Awards               | Engineering                  | Победа    | [ 32 ] [ 33 ] |
| 2020 | NAVGTR Awards               | Game, Special Class          | Победа    | [ 32 ] [ 33 ] |
| 2021 | BAFTA                       | Artistic Achievement         | Ожидается | [ 34 ]        |
| 2021 | BAFTA                       | British Game                 | Ожидается | [ 34 ]        |
| 2021 | BAFTA                       | Evolving Game                | Ожидается | [ 34 ]        |
| 2021 | BAFTA                       | Family                       | Ожидается | [ 34 ]        |
| 2021 | BAFTA                       | Game Beyond Entertainment    | Ожидается | [ 34 ]        |
| 2021 | BAFTA                       | Technical Achievment         | Ожидается | [ 34 ]        |